# Mac DeMarco
Pour les articles homonymes, voir Demarco (homonymie).
McBriare Samuel Lanyon « Mac » DeMarco, né Vernor Winfield McBriare Smith IV le 30 avril 1990 à Duncan (Colombie-Britannique), connu sous le nom de Mac DeMarco, est un auteur-compositeur-interprète multi-instrumentiste et producteur de musique canadien.
Après avoir fait partie du groupe Makeout Videotape, il produit six albums solo : 2, Salad Days, This Old Dog, Here Comes The Cowboy, Five Easy Hot Dogs et One Wayne G

## Biographie

### Jeunesse
Mac DeMarco naît à Duncan de Vernor Smith III et Agnes DeMarco et grandit à Edmonton, en Alberta, au Canada. À sa naissance, il porte le nom de Vernor Winfield McBriare Smith IV en hommage à son arrière-grand-père qui était ministre des chemins de fer et des téléphones en Alberta. À 5 ans, alors que son père quitte la famille, sa mère change son nom en McBriare Samuel Lanyon DeMarco. Il effectue son collège à l'école McKernan. Pendant son lycée, il fait partie de plusieurs groupes de musiques de styles différents : rock indépendant, RnB alternatif et post-punk. Il forme notamment le groupe Outdoor Miners aux côtés de Peter Sagar, qui l'accompagnera plus tard sur scène en tant que guitariste. Il commence à fumer des cigarettes pendant son adolescence, ce qui devient plus tard une grande partie de son image. Après l'obtention de son diplôme de fin d'études à Edmonton, en 2008, il déménage à Vancouver.

### Premier album solo
En 2009, Mac DeMarco sort un album auto-produit, Heat Wave, sous le nom de scène Makeout Videotape. L'album est édité en 500 exemplaires et se vend entièrement. Il est rejoint par Alex Calder et Jen Clement et signe chez  Unfamiliar Records. La même année, Makeout Videotape suit le groupe Japandroids en tournée.  En 2011, Mac DeMarco s'installe à Montréal et commence à enregistrer en tant qu'artiste solo. À défaut de trouver du travail en tant que musicien, il participe à des expériences médicales pour de l'argent et travaille comme constructeur routier. En début d'année 2012, le label Captured Tracks annonce la signature de Mac DeMarco et il sort un LP intitulé Rock and Roll Nightclub. L'album de quatre pistes propose des sketches et des chants au ralenti.

### 2etSalad Days

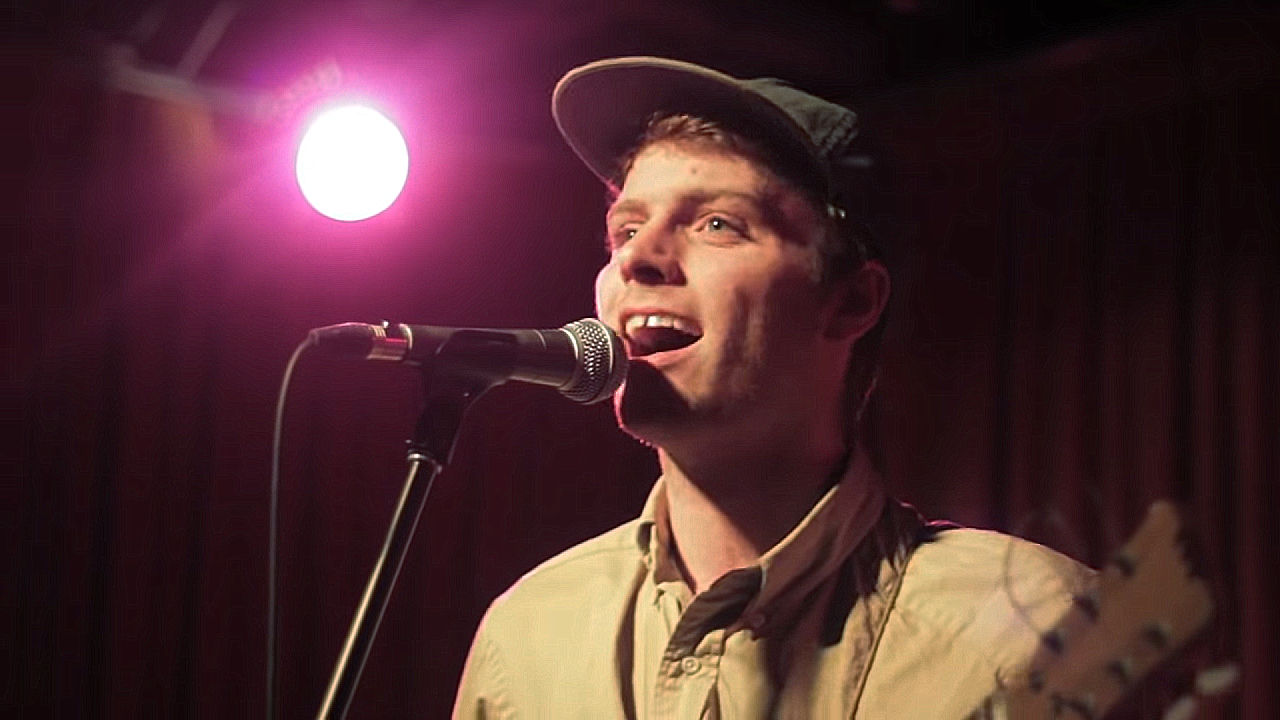
Mac DeMarco en concert en 2012.

Rock and Roll Night Club est bien reçu par Captured Tracks, qui accepte de publier un nouvel album. Cet album, intitulé 2, sort en automne 2012 et est très apprécié par la critique, notamment par Pitchfork et le New Musical Express,. En juin 2013, l'album est nommé pour le Prix de musique Polaris 2013. La chaîne de distribution américaine Target achète les droits d'une de ses musiques, Moving Like Mike, pour une publicité. Cela lui offre une certaine indépendance financière et lui permet de faire une tournée. En juillet 2013, il publie un album de chansons en concert intitulé Live at Russian Recording.

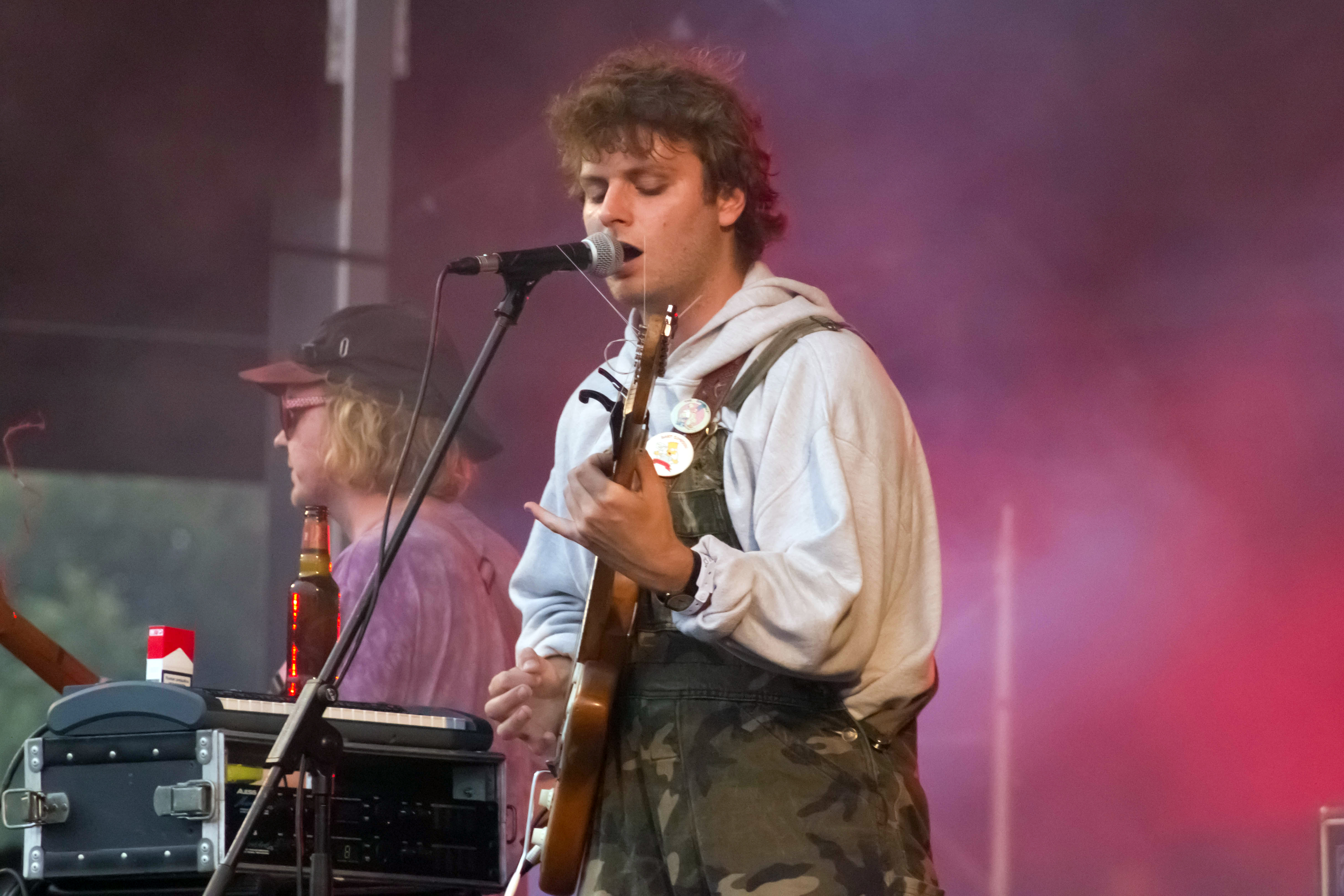
Mac DeMarco en 2015.

En janvier 2014, DeMarco annonce la sortie de son nouvel album, Salad Days, en dévoilant le premier single Passing Out Pieces. DeMarco fait sa première apparition dans un talk-show le 30 mars 2014 sur le plateau de Conan, où il interprète Let Her Go, tiré de Salad Days. L'album sort le 1er avril 2014, et reçoit à nouveau la désignation « meilleure nouvelle musique » par Pitchfork,. Une série de 45 tours inédits est aussi proposée sous forme de souscription. En 2014, il collabore avec Tyler, The Creator pour l'émission d'Adult Swim Loiter Squad, et apparaît également brièvement dans un segment de The Eric Andre Show,.
En avril 2015, DeMarco annonce la sortie d'un prochain album intitulé Another One. Le 8 juillet 2015, DeMarco sort un album entièrement instrumental de neuf titres intitulé Some Other Ones, qu'il décrit comme une « bande-son pour barbecue ». Plus tard le même jour, il organise une soirée d'écoute à New York pour que les fans puissent écouter Another One. Il propose alors des hot-dogs en échange de dons à une banque alimentaire. Le 11 mai 2015, Captured Tracks sort le premier single de Another One, intitulé The Way You'd Love Her. L'album sort le 7 août 2015. DeMarco décrit l'album comme une collection de chansons d'amour : « C'est un peu comme chaque angle de ce que quelqu'un pourrait ressentir s'il avait des sentiments étranges dans sa poitrine ». Another One reçoit un accueil généralement favorable de la part des critiques musicaux, avec une note de 75⁄100 sur Metacritic. Still in Rock classe cet album comme le troisième meilleur de 2015.

### This Old Dog

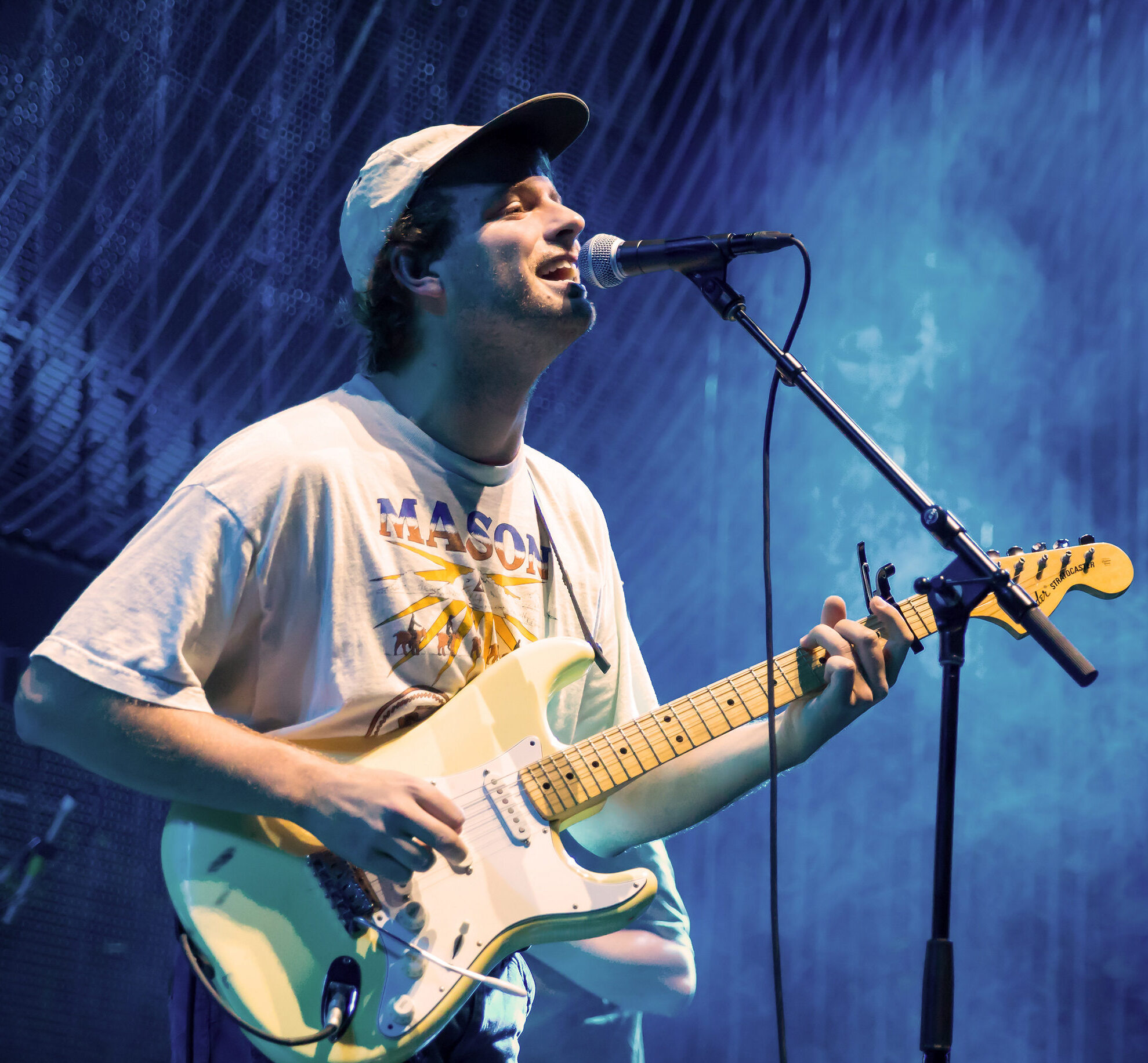
Mac DeMarco en concert à Austin, en octobre 2017.

Le 31 janvier 2017, DeMarco annonce son troisième album studio, intitulé This Old Dog en sortant deux singles, This Old Dog et My Old Man. L'album sort le 5 mai 2017 et reçoit un accueil très favorable, avec une moyenne de 81⁄100 sur Metacritic,. Le 10 octobre 2017, DeMarco apparaît dans l'émission de Charlie Rose, où ils discutent du nouvel album, ainsi que de la relation de DeMarco avec son père, qui a influencé le titre My Old Man. En conclusion de l'interview, DeMarco interprète des versions acoustiques de This Old Dog, ainsi que de Still Together.
Pour sa tournée en 2018, DeMarco s'associe à l'organisation à but non lucratif Plus1, qui verse un dollar pour chaque billet de concert vendu à Girls Rock Camp Alliance dont le but est de « responsabiliser les filles, les jeunes transgenres et les jeunes gens de sexe différent grâce à l'éducation musicale et au mentorat ». La même année, DeMarco annonce avoir créé son propre label, Mac's Record Label, et quitte ainsi Captured Tracks. Ses albums sont dès lors distribués par Caroline, un service de distribution de Universal Music Group.

### Here Comes the Cowboy

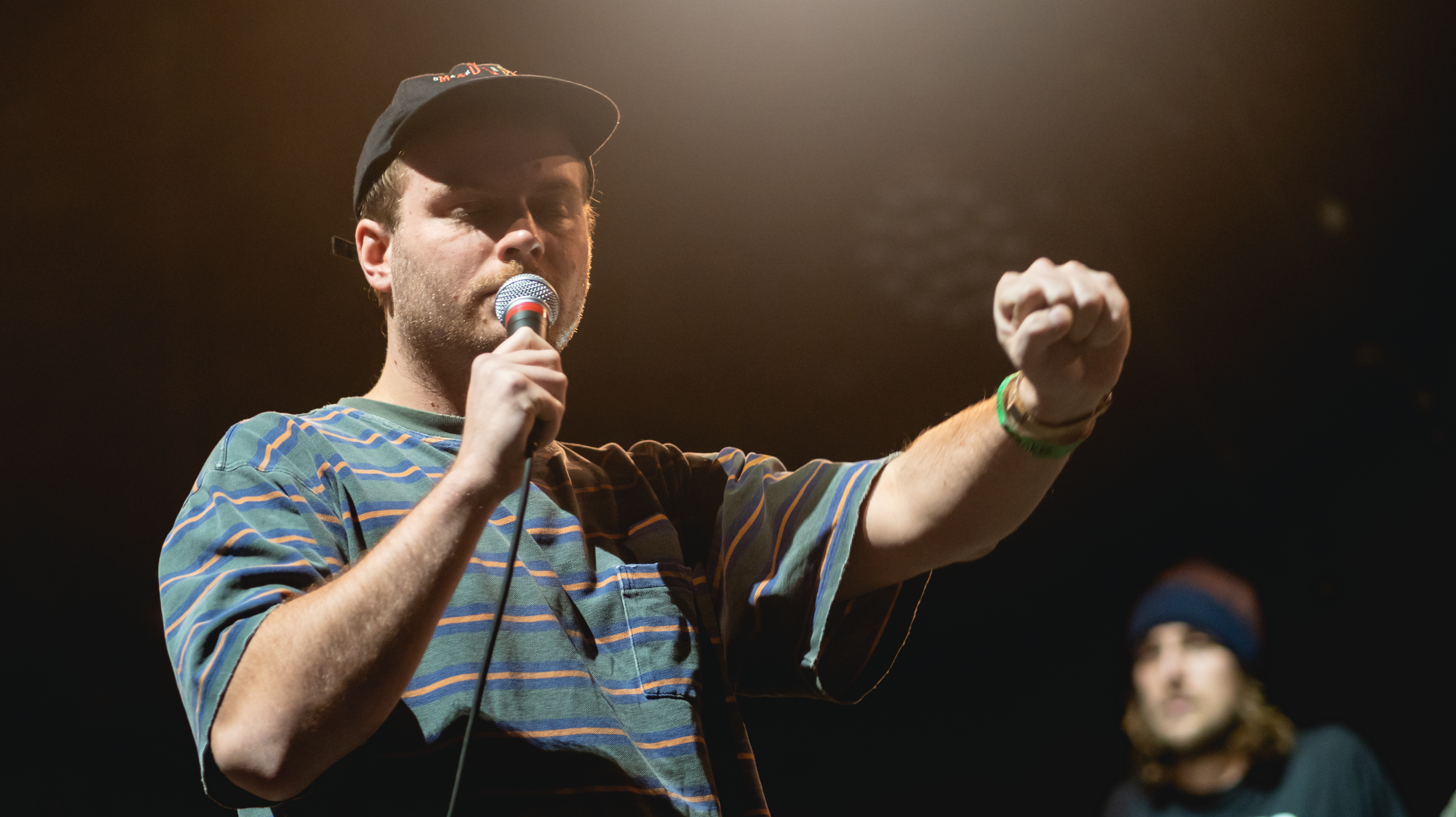
Mac DeMarco en 2019.

En mars 2019, DeMarco annonce son quatrième album studio, Here Comes the Cowboy, et dévoile le premier single de l'album, Nobody. L'album sort le 10 mai 2019 et devient ainsi la première production de DeMarco avec son label, Mac's Record Label. Une controverse naît lorsqu'il est souligné en ligne que l'album de DeMarco partage un titre similaire à Be the Cowboy de Mitski, sorti en 2018, album qui comporte également un titre nommé Nobody. Selon Pitchfork, DeMarco n'a « jamais écouté l'album de Mitski et n'a appris l'existence de son album et du titre de la chanson qu'après avoir déterminé son propre titre d'album et son single ». Mitski a répondu à la controverse sur Twitter en déclarant : « Je suis sûr à 100% que Mac & moi sommes allés pêcher dans la même partie de l'inconscient collectif ». L'album reçoit des critiques mitigées de la part des critiques et du public lors de sa sortie, mais marque la première apparition de DeMarco dans le Top 10 du Billboard 200 américain, à la 10e place.

## Style
Mac DeMarco mentionne Shuggie Otis, Steely Dan, Weezer et Jonathan Richman comme ses artistes favoris. Ses compositions à base de guitare sont qualifiées de pop décalée. Il s'inspire aussi d'artistes japonais comme Haruomi Hosono.
Il utilise une guitare qu'il a achetée pour 30 dollars canadiens quand il avait seize ans avec des pédales d'effets, il estime qu' « aucun musicien sérieux ne l'aurait jamais utilisée ». Durant ses concerts, Mac DeMarco fait participer le public avec des blagues grivoises. Il est souvent considéré comme un artiste déjanté,.

## Discographie

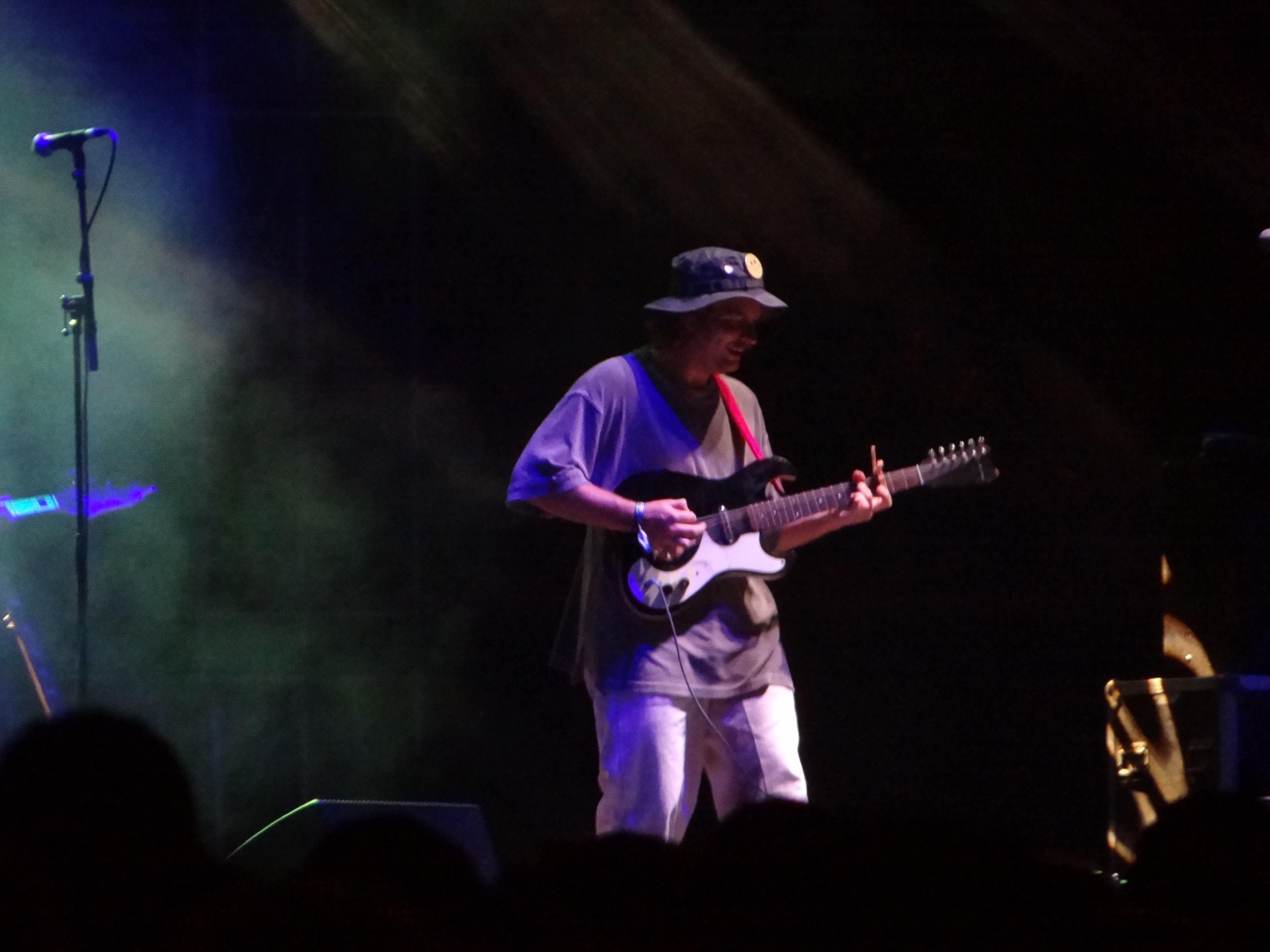
Mac DeMarco en 2021.

Au total, Mac DeMarco a publié six albums studio, deux albums live, trois compilations, cinq extended plays (EP), trois singles et 17 clips. DeMarco fait partie de plusieurs groupes dans sa jeunesse mais ne publie aucun album. Il prend ensuite le nom de scène Makeout Videotape et sort en 2009 son premier EP, Heat Wave. L'année suivante, DeMarco est rejoint par Alex Calder et Jen Clement, et sort deux EP, Eating Like a Kid et Bossa Yeye, et un album studio, Ying Yang, tous auto-produits et distribués par le label Unfamiliar Records,.
En 2011, DeMarco recommence à enregistrer en solo et signe chez Captured Tracks. Son EP Rock and Roll Night Club sort début 2012 et est bien reçu par les critiques de musique contemporaine. Son deuxième album studio, 2, suit plus tard la même année. 2 est salué par la critique et atteint la 26e place du classement Billboard Heatseekers,. Il est suivi du troisième album studio de DeMarco, Salad Days, en 2014, qui est également salué par la critique et atteint la 90e place du classement des albums britanniques et la 30e place du Billboard 200. DeMarco sort un EP intitulé Some Other Ones et le mini-LP Another One à l'été 2015,. Another One reçoit des critiques positives et atteint la 24e place du classement des albums britanniques. Aux États-Unis, il atteint respectivement la 1re et 25e place aux classements Billboard rock et 200 et se vend à 13 000 exemplaires au cours de la première semaine. This Old Dog, le quatrième album de DeMarco, est sorti à l'été 2017 et est salué par la critique. Le cinquième album de DeMarco, Here Comes the Cowboy, sort en 2019 et reçoit des critiques mitigées bien qu'il se place à la 10e place du Billboard 200,.
DeMarco publie également 2 Demos, Salad Days Demos, Another (Demo) One, This Old Dog Demos, Here Comes The Cowboy et Other Here Comes the Cowboy Demos, qui comportent les premières versions studios de ses albums sous forme de maquette non-retravaillées,. En 2015, DeMarco publie Some Other Ones, un album entièrement instrumental. Enfin, Live And Acoustic: Vol. 1 et Live at Russian Recording, deux albums live, sortent en 2013 respectivement pour les labels Captured Tracks et Jurassic Pop,.

### En tant que Mac DeMarco
Albums

#### EP

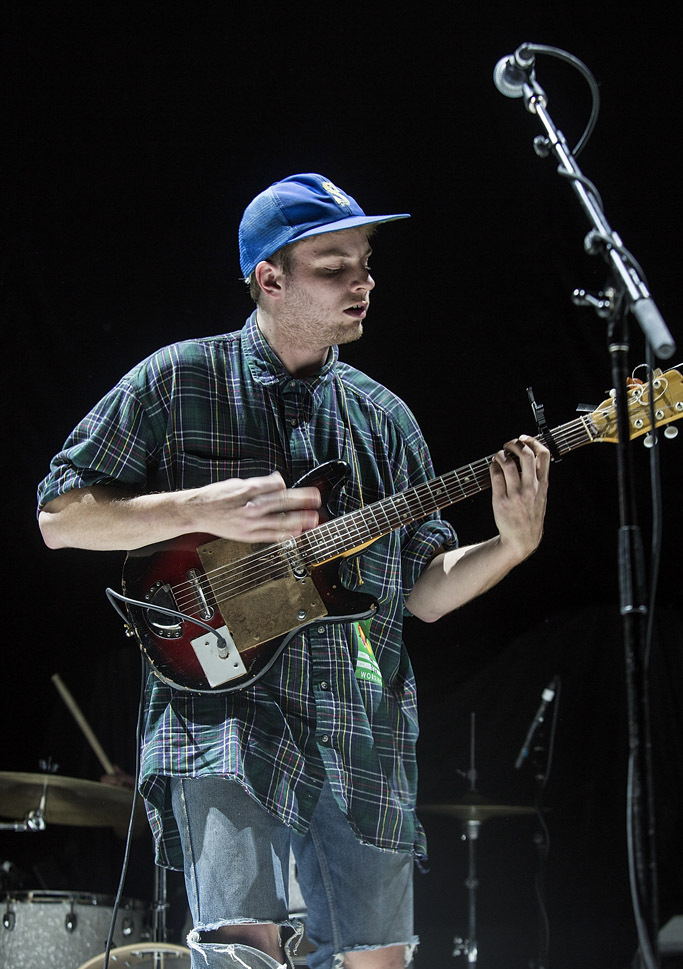
Mac DeMarco en concert à Seattle en 2013.

- Rock and Roll Night Club (2012)
- Another One (2015)

#### Démos
- 2 Demos (2012)
- Salad Days Demos (2014)
- Some Other Ones (2015)
- Another (Demo) One (2016)
- Old Dog Demos (2018)
- Here Comes The Cowboy Demos (2020)
- Other Here Comes The Cowboy Demos (2020)

### En tant que Makeout Videotape

#### Albums studio
- Ying Yang (2010)

#### Extended plays (EPs)
- Heat Wave (2009)
- Eating Like A Kid (2010)
- Bossa Yeye (2010)
- Weird Meats EP (2010)

#### Compilations
- Eyeballing (2010)

### En tant qu'invité
- 2022 : Domi et JD Beck, Not Tight (en) (Apeshit/Blue Note)